# Іванишин Петро Васильович
Іванишин Петро Васильович (нар. 4 червня 1975, Сколе, Львівська область) — український учений-літературознавець (доктор філологічних наук), культуролог, публіцист.

## Життєпис
Народився 4 червня 1975 року у м. Сколе Львівської області. Батько — Іванишин Василь Петрович. Раннє дитинство провів у рідному селі батька Зелений Гай (до приходу радянської влади — Угерці Винявські) Городоцького району Львівської області. З трьох років постійно проживає у місті Дрогобичі. Тут із відзнакою закінчив у 1992 році середню школу № 1 і поступив на філологічний факультет Дрогобицького державного педагогічного інституту (тепер — університет) імені Івана Франка. На другому курсі університету пише першу монографію «Олег Ольжич — герольд нескореного покоління», видану 1996 році в дрогобицькому видавництві «Відродження». А на п'ятому курсі пише другу монографію — «Петро Скунць. Силует митця на тлі епохи», видану у 1999 році. Цими студентськими працями П.Іванишин зарекомендував себе як наймолодший український літературознавець.
Від моменту заснування у 1993 році — член всеукраїнської молодіжної націоналістичної організації «Тризуб» імені Степана Бандери.
У 1997 році із відзнакою закінчує педуніверситет, короткотривало працює літературним редактором видавничої фірми «Відродження» і восени вступає до трирічної стаціонарної аспірантури. На третьому курсі аспірантського навчання паралельно із кандидатською дисертацією закінчує написання полемічної монографії, спрямованої проти фальсифікацій Кобзаря, «Вульгарний „неоміфологізм“: від інтерпретації до фальсифікації Т.Шевченка», яку публікує у 2001 році. Ця монографія приносить молодому автору всеукраїнську популярність, провокуючи не раз гострі дискусії та виступи різноманітних учених з приводу засилля в сучасній україністиці потворних явищ культурного імперіалізму, передусім ліберально-постмодерного типу.
У 2000 році П.Іванишин успішно захищає у Львівському національному університеті імені Івана Франка кандидатську дисертацію з теорії літератури на тему: «Поезія Петра Скунця (Художнє вираження національно-духовної ідентифікації ліричного героя)», котра, після певного доопрацювання та доповнення низкою концептуальних статей, виходить у світ 2003 року. У цьому дослідженні молодий учений не лише по-новаторськи інтерпретує яскраву поетичну творчість Петра Скунця, а й уперше в українському літературознавстві дає визначення провідним категоріям психологічної герменевтики — національно-духовна ідентифікація (національна емпатія) та національно-духовна диференціація (національне абстрагування). У 2003 році з'являється також написаний разом із батьком Василем Петровичем Іванишиним посібник для студентів і вчителів «Пізнання літературного твору», як підсумок наукового та певного викладацького досвіду у галузі теорії літератури.
Молодого кандидата філологічних наук беруть на роботу на кафедру української літератури (згодом -української літератури та теорії літератури) Дрогобицького педуніверситету, де він працював старшим викладачем, доцентом, професором, зрештою, з 2009 року — завідувачем кафедри. Викладає переважно історію української літератури XX століття та цикл теоретико-літературних дисциплін.
У 2003 році вступає до докторантури в Інститут літератури ім. Т.Г.Шевченка НАН України. Працює і в Києві, і в Дрогобичі над докторською дисертацією.
У 2005 році виходять у світ кілька років перед цим написані монографії теоретичного змісту. Полемічна «Аберація християнства, або Культурний імперіалізм у шатах псевдохристології (Основні аспекти національно-екзистенціального витлумачення)» репрезентує об'єктивний аналіз псевдохристологічного (водночас малохристиянського та антинаціонального) типу дискурсу у роботах відомих українських публіцистів. Методологічна «Національно-екзистенціальна інтерпретація (основні теоретичні та прагматичні аспекти)» — дає можливість ознайомитися з низкою методологічних націоекзистенціальних ідей та простежити ефективність їх практичного застосування в межах різноманітних історико-літературних, теоретико-історичних, поетикальних та метакритичних студіях. У 2006 році виходить ювілейна збірка франкознавчих студій «Печать духу: національно-екзистенціальна Франкіана», присвячених національно-екзистенціальному висвітленню постаті Каменяра.
22 лютого 2007 року успішно захистив у Львівському національному університеті імені Івана Франка докторську дисертацію «Національний сенс екзистенціалів у поезії Т.Шевченка, Є.Маланюка, Л.Костенко (діахронія української літературної герменевтики)», присвячену інтерпретації поетичних досвідів відомих українських класиків в контексті пошуків іманентного українській культурі герменевтичного мислення. У цьому дослідженні П.Іванишин вперше в українському літературознавстві здійснив езистенціальний та герменевтично-порівняльний аналіз поезії Т.Шевченка, Є.Маланюка, Л.Костенко, висунув, окреслив та дефініціював поняття «літературної герменевтики», а також діахронно виявив у межах літературних досвідів українських класиків органічний українській духовній традиції герменевтичний тезаурус (систему передсуджень) — національно-екзистенціальну інтерпретацію. 8 листопада 2007 року, не зважаючи на активний спротив багатьох науковців, отримав диплом доктора філологічних наук. На базі дисертації видав монографію «Національний спосіб розуміння в поезії Т.Шевченка, Є.Маланюка, Л.Костенко» Київ: Академвидав, 2008). 25 квітня 2013 року на засіданні Президії Національної спілки письменників України його прийняли до лав НСПУ.

## Творчість та діяльність
Згодом у цьому ж видавництві вийшла монографія «Критика і метакритика як осмислення літературності» (К., 2012).
У 2011 році отримав вчене звання професора.
У 2012 році став лауреатом премії О. І. Білецького в галузі літературної критики та літературознавчої премії Петра Волинського.
У 2012 році — член генеральної ради Всеукраїнської асоціації викладачів української мови і літератури.
Член НСПУ з 2012.
Окрім книг, П.Іванишин автор понад сотні наукових та науково-популярних статей, опублікованих в часописах «Бандерівець», «Визвольний шлях», «Галицька зоря», «День», «Дзвін», «Жива вода», «Життя і школа», «Літературна Україна», «Слово і час», «Українське слово», «Українські проблеми», «Урок Української», «Українська літературна газета» та наукових збірниках. Загалом коло його наукових зацікавлень вельми широке, в основному автор спеціалізується в герменевтиці, теорії літератури, методології літературознавства, метакритиці, історії української літератури ХІХ-ХХІ ст. та націоцентричній герменевтиці. Основною науковою темою є вивчення теорії та практики національно-екзистенціальної методології інтерпретації. Регулярно з'являються також його публіцистичні статті у місцевій та всеукраїнській пресі.
Один із засновників Науково-ідеологічного центру імені Дмитра Донцова (у 2007 р.), працює його науковим секретарем.
Одружений, виховує трьох дітей.

## Критика
Кандидат історичних наук Сергій Савченко у рецензії на монографію Петра Іванишина «Аберація християнства, або культурний імперіалізм у шатах псевдохристології» відмітив, що книга містить особисті образи на адресу Євгена Сверстюка, Мирослава Мариновича, Оксани Забужко, Григорія Грабовича. За словами рецензента, автор створив «національно-екзистенціяльну методологію», яку вважає окремим методом пізнання, проте спирається лише на софізм вірності низки «передсуджень». На думку письменника, кандидата філологічних наук Олександра Бойченка, Іванишин претендує на унікальне прочитання Шевченка, яке призвело до того, що «серед більш-менш притомних літературознавців сама лише згадка про Іванишина донині викликає гомеричний регіт». Бойченко також встав на захист Юрія Андруховича, виступи якого засуджував Петро Іванишин як «прояв диверсії проти нашої держави».